# Baia di Davies
La baia di Davies è una baia larga circa 19 km situata sulla costa della Terra di Oates, nell'Antartide orientale. Nella baia, la cui bocca si estende da capo Kinsey, a sud-est, a capo Drake, a nord-ovest, si gettano diversi ghiacciai provenienti dal versante orientale dei colli Wilson, tra cui il McLeod e il Paternostro.

## Storia
La baia di Davies è stata scoperta nel febbraio 1911 dal tenente Harry Pennell, della marina militare britannica, durante la spedizione Terra Nova, condotta negli anni 1910-1913 e comandata da Robert Falcon Scott, e così battezzata in onore di Francis E. C. Davies, maestro d'ascia a bordo della Terra Nova.